# Манен, Ханс ван
Ханс ван Ма́нен (нидерл. Hans Artur Gerhard van Manen; род. 11 июля 1932, Амстелвен) — нидерландский танцовщик, хореограф, фотограф. Постоянный хореограф Нидерландского национального балета с 2005 года.

## Биография
Учился у Сони Гаскелл, Франсуазы Арде, Норы Кисс. Как постановщик дебютировал в 1957. Работал с Роланом Пёти в Париже. Сотрудничал с Нидерландским театром танца (1961—1971), Нидерландским национальным балетом (1973—1987). Постоянный хореограф Нидерландского театра танца (1988 — 2003), постоянный хореограф Нидерландского национального балета с 2005 года.

## Постановки
- Feestgericht (1957)
- Человек на трапеции/ De maan in de trapeze (1959; Бенджамин Бриттен)
- Symphony in three movements (1963; Игорь Стравинский)
- Metaforen (1965; D. Lesur)
- Vijf schetsen (1966; Пауль Хиндемит)
- Variomatic (1968; Леннокс Беркли)
- Squares (1969; Z. Szilassy)
- Grosse Fuge (1971; Бетховен)
- Opus Lemaitre (1972; Иоганн Себастьян Бах)
- Дафнис и Хлоя (1972; Морис Равель)
- Весна священная (1974; Игорь Стравинский)
- Collective symphony (1975; Игорь Стравинский)
- 5 танго (1977; Астор Пьяццола)
- Pianovariaties I (1980; Иоганн Себастьян Бах и Луиджи Даллапиккола)
  - II (1981; Сергей Прокофьев)
  - III (1982; Эрик Сати)
  - IV (1982; Клод Дебюсси)
  - V (1984; Клод Дебюсси)
- Balletscènes (1985; Игорь Стравинский)
- Clogs (1987)
- Shaker loops (1988; Джон Кулидж Адамс)
- Black cake (1989), Brainstorm (1989), Visions fugitives (1990; Сергей Прокофьев)
- Andante (1990; Вольфганг Амадей Моцарт)
- Two (1990; Ферруччо Бузони)
- Shorthand — six Stravinsky pieces (1993)
- Polish pieces (1995)
- Kammerballet (1995)
- Déjà vu (1995)
- The old man and me (1996)
- Illusion (2000; Эркки-Свен Тююр)
- Вариации на тему Франка Бриджа (2005; Фрэнк Бридж), с 2016 года — в репертуаре Большого театра[5]
- Six Piano Pieces (2006)
- Dreaming About You (2006)
- Without Words (2010)
- Tears (2008)
- Waterfront (2009)
- Gala (2011)

## Признание
- 1992 — Офицер ордена Оранских-Нассау.
- 1993 — Немецкая балетная премия.
- 2000 — Премия Эразма.
- 2004 — музыкальная премия города Дуйсбург.
- 2005 — приз «Бенуа танца» («За жизнь в искусстве»).
- 2007 — Командор ордена Нидерландского льва.
- 2017 — Командор французского ордена искусств и литературы[6].
- 2018 — Золотая Почётная медаль искусств и наук[нидерл.] (Нидерланды).